# 田中久重 (2代目)
田中 久重 (2代目)（たなか ひさしげ、1846年10月20日（弘化3年9月1日） - 1905年（明治38年）2月23日）は、江戸時代後期から明治にかけての実業家。

## 生涯
筑後国久留米の金工、金子荘右衛門の六男として生まれ、初代田中久重の門弟となり、才能を見込まれて養子田中大吉となる。
1873年、初代とともに上京し、翌年、電信寮製機所に勤め、御雇外国人技師の指導を受けて電信機の製作に従事。外国人技師が帰国した後、日本人技術者のみで機械製作を推進した。
1881年、初代の死去により襲名。翌年、東京芝浦に大工場（田中製作所）を建設し、海軍からの要請で水雷などを製造するも、海軍工廠が充実して受注がなくなり、負債を負って三井に経営が移り、1883年、芝浦製作所（のちの東芝）になった。
晩年は東京車両製造所を深川に創設し、鉄道車両製造にも携わった。